# Between Two Shores
Between Two Shores è il terzo album in studio del cantautore irlandese Glen Hansard. È stato rilasciato il 19 gennaio 2018 con il titolo Anti-.

## Successo dell'album
L'album ha raggiunto ottime posizioni in numerosi paesi d'Europa e del mondo, compreso in Italia, dove ha raggiunto la posizione numero 96. Ha anche raggiunto il picco nelle classifiche di Billboard, debuttando nella Top Alternative Albums al numero 22, Folk Albums al numero 8 e al numero 42 nella Top Rock Albums.

## Recensioni e critica
Between Two Shores ha ricevuto recensioni "generalmente favorevoli" da parte della critica. Su Metacritic, che assegna una valutazione media ponderata su 100 alle recensioni delle pubblicazioni tradizionali, questa pubblicazione ha ricevuto un punteggio medio di 68, sulla base di 12 recensioni.

## Tracce
1. Roll on Slow – 3:26
2. Why Woman – 3:03
3. Wheels on Fire – 4:01
4. Wreckless Heart – 4:13
5. Movin’ On – 5:15
6. Setting Forth – 5:04
7. Lucky Man – 4:47
8. One of Us Must Lose – 3:28
9. Your Heart’s Not in It – 5:03
10. Time Will Be the Healer – 4:28